# Надежда (Джанкойский район)
Наде́жда (укр. Надежда, крымскотат. Nadejda, Надежда) — упразднённое село (хутор) в Джанкойском районе Республики Крым, располагавшееся на севере района, включённое в состав Придорожного.

## История
Впервые в доступных источниках селение встречается в Статистическом справочнике Таврической губернии 1915 года, согласно которому на хуторе Надеждино (Майера и Шульца) Богемской волости Перекопского уезда числилось 2 двора с немецким населением в количестве 19 человек приписных жителей и 12 «посторонних», из которых 16 мужчин и 15 женщин. При хуторе числилось 632 десятины удобной земли. В хозяйстве имелось 62 лошади, 8 волов, 39 коров и 90 голов мелкого скота.
После установления в Крыму Советской власти, по постановлению Крымревкома от 8 января 1921 года № 206 «Об изменении административных границ» была упразднена волостная система и в составе Джанкойского уезда (преобразованного из Перекопского) был создан Джанкойский район. В 1922 году уезды преобразовали в округа. 11 октября 1923 года, согласно постановлению ВЦИК, в административное деление Крымской АССР были внесены изменения, в результате которых округа были ликвидированы, основной административной единицей стал Джанкойский район и село включили в его состав. Согласно Списку населённых пунктов Крымской АССР по Всесоюзной переписи 17 декабря 1926 года, на хуторе Надежда, Таганашского сельсовета Джанкойского района, числилось 11 дворов, из них 10 крестьянских, население составляло 61 человек, из них 38 немцев и 23 русских. Время присоединения к селу Дюрмень точно не определено, но на километровой карте Генштаба Красной армии 1941 года он уже не обозначен.